# 马斯陨击坑
马斯陨击坑（Marth）是火星欧克西亚沼区的一座撞击坑，其中心坐标位于北纬13.0度、西经3.5度处，直径约98公里，该特征取名自德国天文学家阿尔伯特·马斯（1828年-1897年），1973年被国际天文联合会行星系统命名工作组批准接受。
表面浅色和深色斑纹是由周围的吹来的尘埃和沙粒所造成，一些黑色的沙子已经形成了沙丘。

## 另请查看
- 火星撞击坑